# Archettes
Archettes é uma comuna francesa na região administrativa do Grande Leste, no departamento de Vosges. Estende-se por uma área de 13.93 km², e possui 1.081 habitantes, segundo o censo de 2018, com uma densidade de 78 hab/km².